# We're All to Blame
 (août 2025).
Motif : Ce single est-il notable ? Pas de classements remarquables.
- Archive Wikiwix
- Bing
- Cairn
- DuckDuckGo
- E. Universalis
- Gallica
- Google
- G. Books
- G. News
- G. Scholar
- Persée
- Qwant
- (zh) Baidu
- (ru) Yandex
- (wd) trouver des œuvres sur Wikidata

| 1. | Préciser le motif de la pose du bandeau. | Précisez le motif de la pose du bandeau en utilisant la syntaxe suivante : {{admissibilité à vérifier\|date=août 2025\|motif=remplacez ce texte par le motif}}                          |
| 2. | Informer les utilisateurs concernés.     | Pensez à avertir le créateur de l'article, par exemple, en insérant le code ci-dessous sur sa page de discussion : {{subst:avertissement admissibilité à vérifier\|We're All to Blame}} |

Singles de Sum 41
Over My Head (Better Off Dead)
(2003) Pieces
(2005)
Pistes de Chuck
No Reason Angels With Dirty Faces
We're All to Blame est le premier single extrait de Chuck, le quatrième album du groupe de punk rock canadien Sum 41.

## Clip vidéo
La vidéo a été dirigée par Mark Klasfeld. Le clip commence par une présentation d'une émission de télé-crochet dans laquelle le groupe va apparaître. On voit alors Sum 41 jouant la chanson entouré de danseurs kitsch. À la fin, le présentateur annonce Pain for Pleasure, le groupe de heavy metal alter ego de Sum 41.

## Dans les films
La chanson est entendue dans Godzilla:Final Wars de Ryuhei Kitamura au moment du combat qui oppose Godzilla à Zilla dans Sydney.